# Tamaricella dentata
Tamaricella dentata är en insektsart som beskrevs av Irena Dworakowska 1979. Tamaricella dentata ingår i släktet Tamaricella och familjen dvärgstritar. Inga underarter finns listade i Catalogue of Life.